# Opération El Dorado Canyon
Pour les articles homonymes, voir Bombardement de Tripoli.
guerre froide
L'opération El Dorado Canyon est une opération militaire américaine de bombardement menée par l’United States Air Force, l’United States Navy et l'aviation du Marine Corps contre la Jamahiriya arabe libyenne du colonel Kadhafi, le 15 avril 1986. Aussi appelée « bombardement de la Libye par les États-Unis », elle est menée en représailles de l'attentat à la bombe, dix jours avant, d'une discothèque de Berlin-Ouest fréquentée par des militaires américains. Critiquée par plusieurs pays et approuvée par d'autres, elle a abouti à un accord de compensation monétaire entre la Libye et les États-Unis en 2008.

## Origines

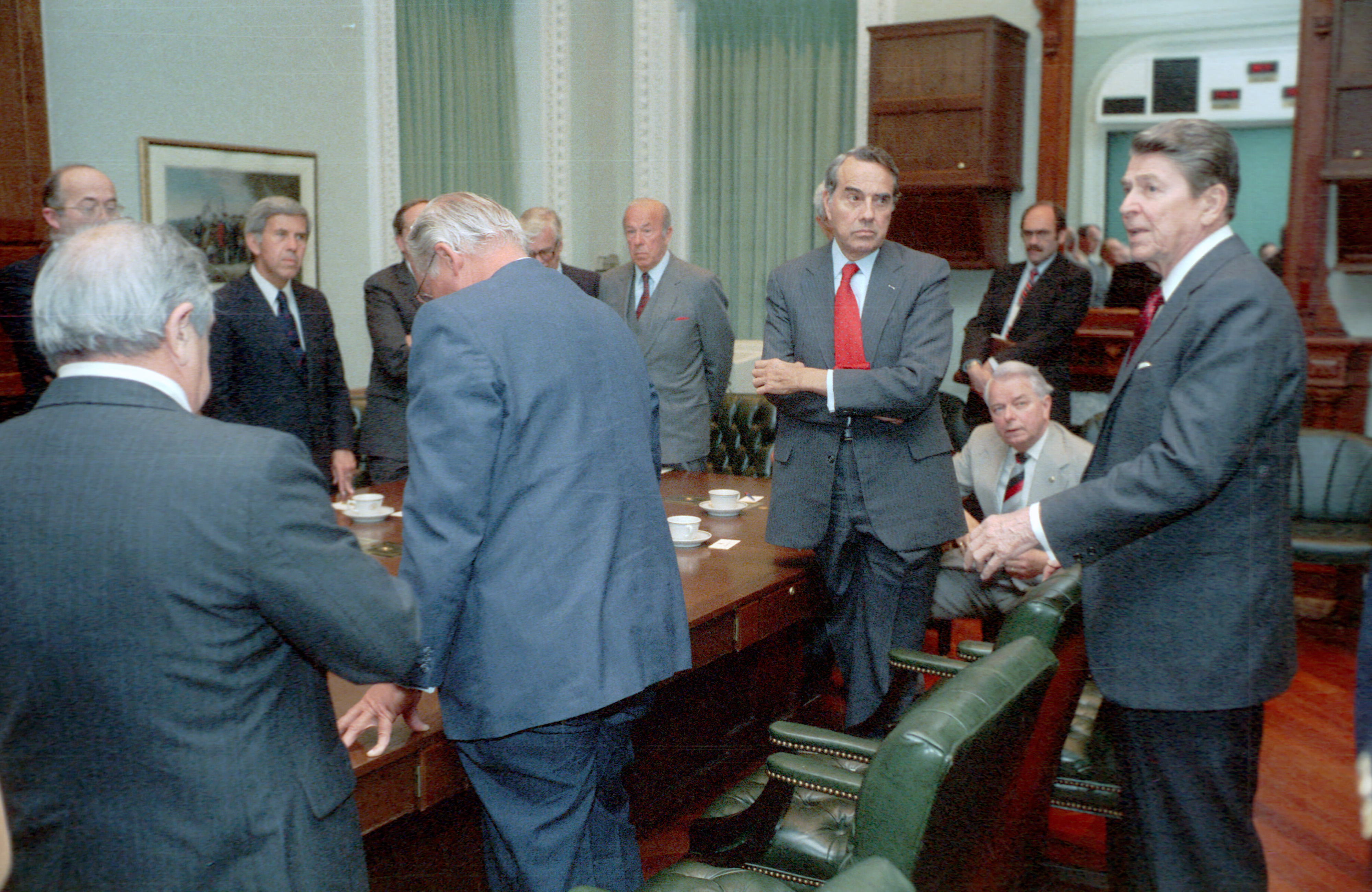
Le président des États-Unis Ronald Reagan consulte des membres du Congrès des États-Unis la veille de l'attaque.

Dans les années 1970 et au début des années 1980, Mouammar Kadhafi est impliqué dans le terrorisme en Europe et ailleurs. Par exemple, il fournit 400 tonnes d'armes et d'explosifs à l'Armée républicaine irlandaise (IRA), puis finance l'envoi d'une autre cargaison de 120 tonnes, qui sera interceptée par la France, tout comme il soutient l'ETA espagnol et les Brigades rouges italiennes. Après les attentats des aéroports de Rome et de Vienne en décembre 1985 qui ont tué dix-neuf personnes et en ont blessé environ 140 autres, Kadhafi fait savoir qu'il continuera à financer la Fraction armée rouge, les Brigades rouges et l'IRA tant et aussi longtemps que les pays européens appuieraient les Libyens opposés à son régime. Le ministre des Affaires étrangères de la Libye qualifie les massacres d'« actes héroïques ».
Après des années d'escarmouches occasionnelles avec la Libye à propos de la possession du golfe de Syrte, les États-Unis envisagent une attaque militaire contre des cibles à l'intérieur de la Libye. En mars 1986, les États-Unis, s'appuyant sur la limitation, en vertu de traités internationaux, des eaux territoriales à douze milles marins, envoient un navire près de la Libye qui réplique par des mesures militaires le 24 mars. C'est le début de combats dans le golfe de Syrte.
Le 5 avril 1986, des agents libyens font exploser une bombe dans une discothèque de Berlin-Ouest, La Belle, tuant trois personnes et blessant 229 autres personnes, plusieurs faisant partie des forces armées américaines. Les États-Unis interceptent des câbles transmis par des agents libyens en Allemagne de l'Est impliqués dans l'attaque.
Après plusieurs jours d'échanges diplomatiques avec des partenaires européens et arabes, le président des États-Unis Ronald Reagan ordonne une attaque contre la Libye le 14 avril.

## Attaque

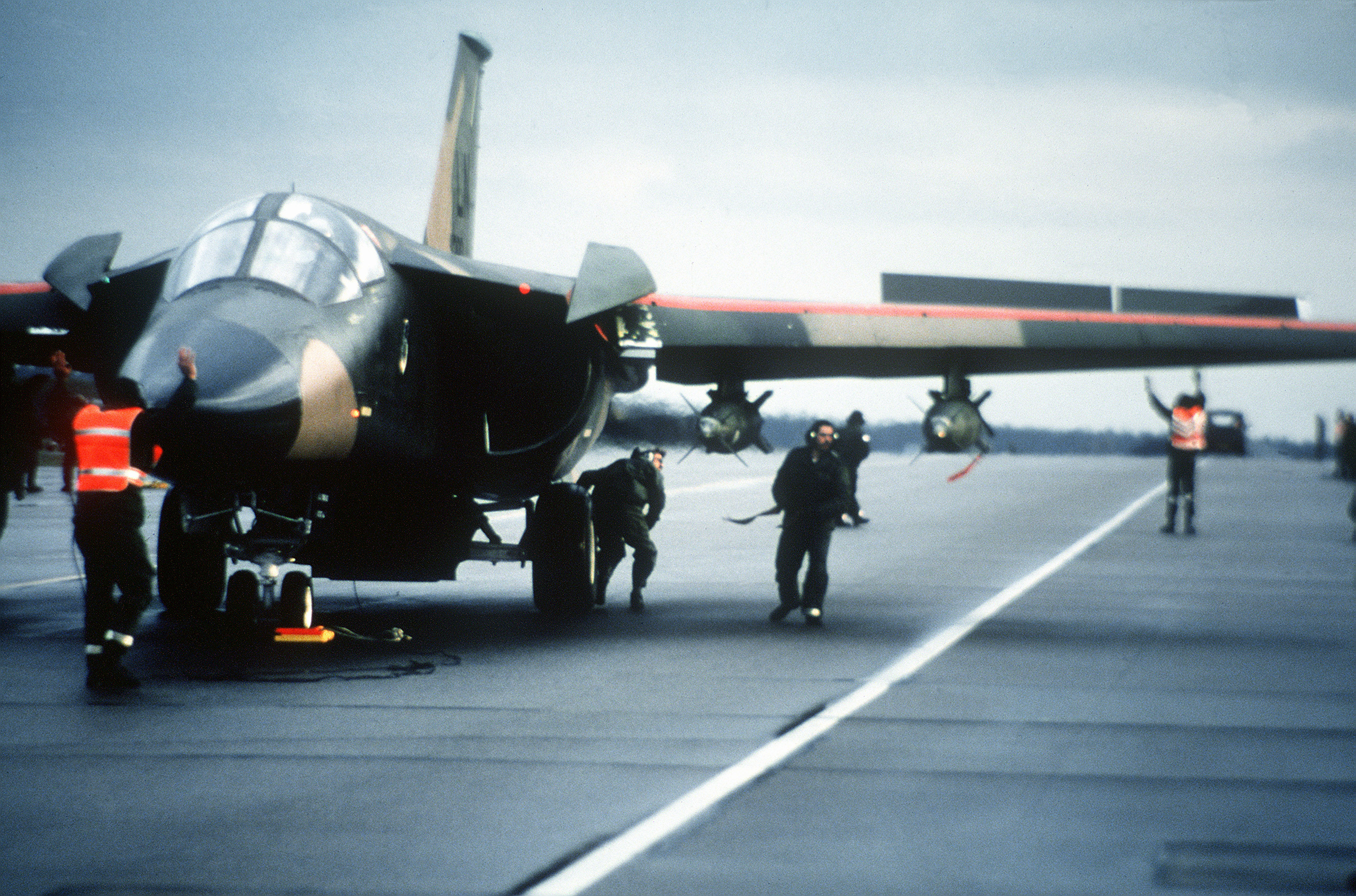
Le personnel au sol de la RAF Lakenheath prépare un F-111F du 48th Tactical Fighter Wing pour une attaque aérienne contre la Libye.

Cette opération avait été en partie simulée lors d'un exercice en octobre 1985. Le 20th Tactical Fighter Wing stationné à la RAF Upper Heyford (en) avait reçu un ordre top secret d'effectuer une simulation le 18 octobre avec dix F-111E armés de 500 livres de bombes contre un aérodrome situé à Terre-Neuve au Canada au sud de la CFB Goose Bay. L'opération Ghost Rider était en fait la répétition d'une attaque à longue distance contre la Libye. La mission fut un succès, sauf pour un appareil qui ne put larguer les huit bombes attachées à l'une de ses ailes. Les observations lors de l'opération ont été transmises au 48th Tactical Fighter Wing, équipé des plus récents F-111F.
Des éléments du 4450th Tactical Group (en), unité utilisant les premiers avions furtifs en service et inconnue du grand public alors, ont été mis en alerte pour réaliser la frappe contre la Libye. Le Tactical Air Command avait déjà reçu plus de 30 F-117, lesquels décollaient depuis des bases secrètes au Nevada. Les commandants stationnés dans les théâtres de l'Afrique et la Méditerranée ignoraient l'existence de ces avions. Une heure avant leur décollage, le secrétaire à la Défense d'alors a rejeté ce plan de peur que plusieurs secrets ne soient dévoilés et a opté pour une attaque avec des avions plus conventionnels. L'existence des F-117 a été révélée quelques années plus tard en novembre 1988 et leur premier emploi au combat a eu lieu lors de l'invasion du Panama par les États-Unis.
La France, l'Espagne et l'Italie refusent aux appareils américains qui participent à l'attaque le passage au-dessus de leur territoire, tout comme ils interdisent l'utilisation de leurs bases continentales européennes. Cela oblige plusieurs appareils de l’US Air Force à voler en eaux internationales par le détroit de Gibraltar, prolongeant ainsi leur vol de 1 500 milles marins,.

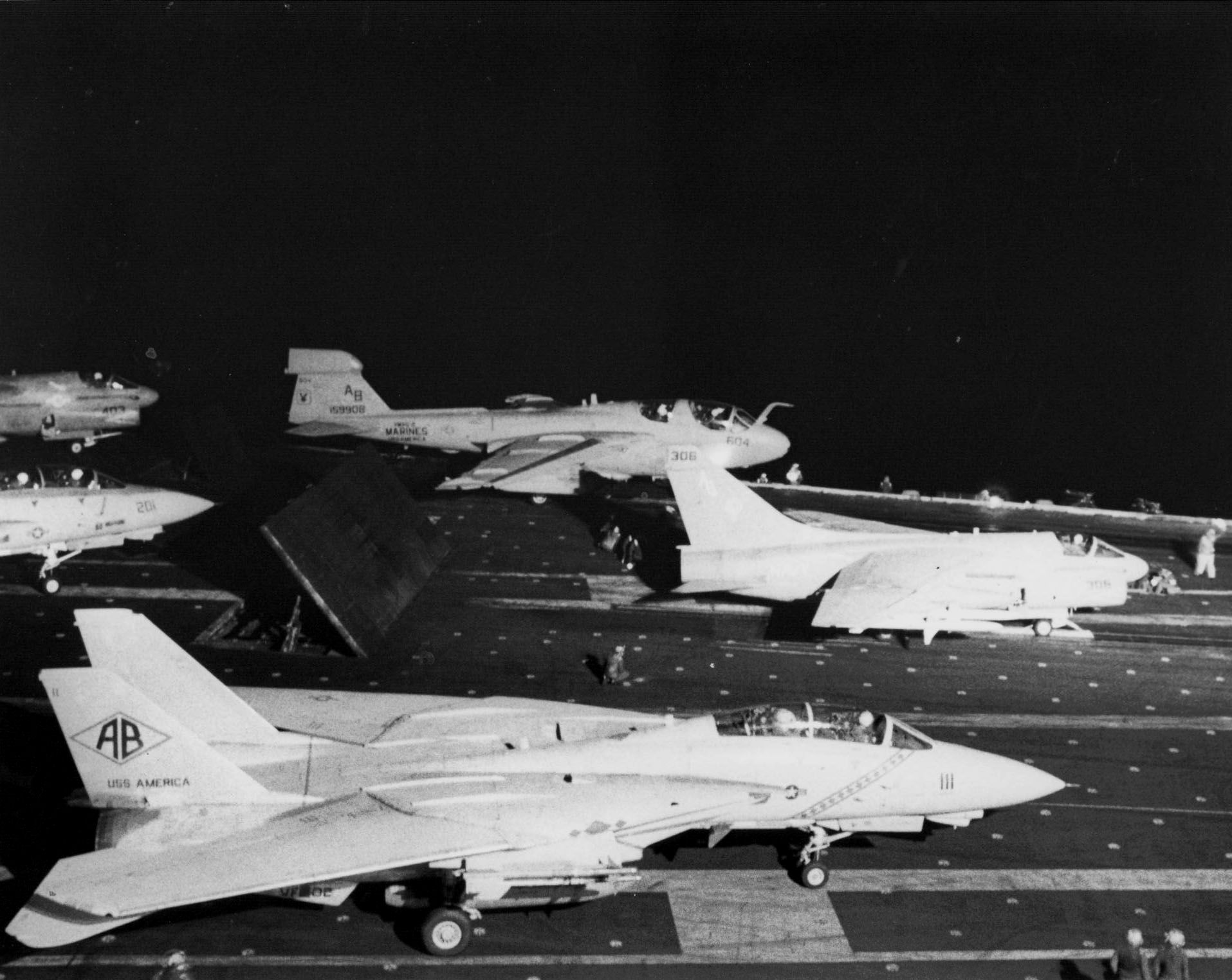
Des avions de combat se préparant à décoller de USS America (CV-66) au cours de l'opération.

Dix-huit bombardiers stratégiques F-111F du 48th Tactical Fighter Wing, basés à la RAF Lakenheath en Angleterre, appuyés de quatre avions de contre-mesure électronique EF-111A Raven du 20th Tactical Fighter Wing, basés à la RAF Upper Heyford (en) en Angleterre, en parallèle avec quinze chasseurs-bombardiers A-6, A-7 et F/A-18 et un avion de guerre électronique EA-6B Prowler, lancés des porte-avions USS Saratoga (CVA-60), USS America (CV-66) et USS Coral Sea (CV-43) stationnés dans le golfe de Syrte et escortés par des F-14 Tomcat, frappent cinq cibles à 2 h le 15 avril (heure locale). L'attaque dure environ 20 minutes et les appareils ont largué environ 60 tonnes de bombes sur Tripoli, touchant ainsi un aérodrome, un site d'entraînement d'hommes-grenouilles à l'académie navale et la caserne Bab al-Azizia. Les A-6 et les F/A-18 bombardent des sites de radars et de défense anti-aérienne des forces armées libyennes à Benghazi, avant de bombarder des casernes à Benina et Jamahiriya. Un F-111 qui participe à l'attaque de Bab al-Aziziya est abattu au-dessus du golfe de Syrte par un tir de missile sol-air libyen.
Pendant l'attaque, quelques bombes manquent leur cible, frappant ainsi des sites diplomatiques et civils de Tripoli. Quelques soldats libyens désertent leur poste par peur, alors que les officiers libyens ont tardé à donner des ordres. Les tirs anti-aériens libyens commencent après que les appareils soient passés au-dessus des cibles,,.
Les lumières de Tripoli sont restées allumées pendant les vingt premières minutes et aucun avion libyen n'a décollé pour donner la chasse aux avions américains.
Le but officiel de ces destructions est d'envoyer un message et, en même temps, de réduire les capacités de la Libye à aider et à entraîner des terroristes. Ronald Reagan a aussi affirmé que « si nécessaire, [ils] le feront à nouveau ».

### Forces américaines et cibles

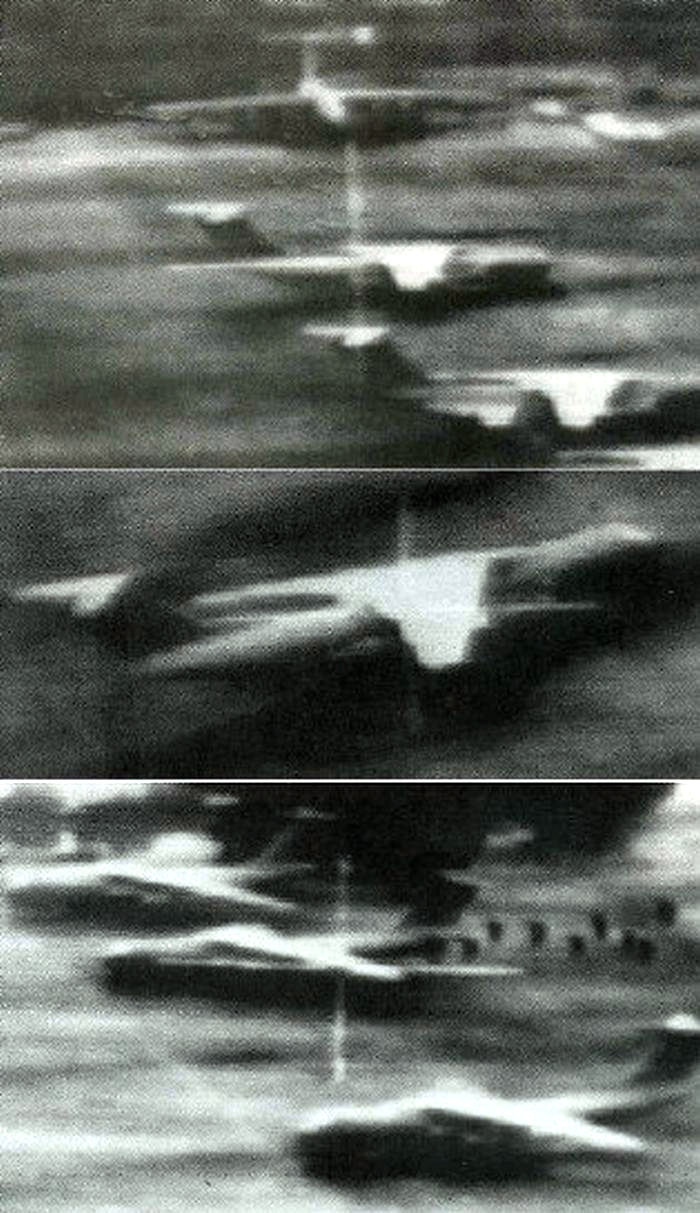
Iliouchine Il-76 libyens ciblés lors du bombardement de l'aéroport de Milaga.

| Cibles                            | Cibles                            | Planifiées | Planifiées                                          | Réalisées                                             | Réalisées                                        | Réalisées                                        |
| Cibles                            | Cibles                            | Avions     | Bombes                                              | Avions                                                | Cibles touchées                                  | Cibles manquées                                  |
| --------------------------------- | --------------------------------- | ---------- | --------------------------------------------------- | ----------------------------------------------------- | ------------------------------------------------ | ------------------------------------------------ |
| Caserne de Bab al-Azizia          | Caserne de Bab al-Azizia          | 9 × F-111F | 36 × GBU-10 2 000 livres LGB                        | 3 ont bombardé 1 a manqué 4 ont avorté 1 perdu        | 13                                               | 3                                                |
| Camp de Murat Sidi Bilal          | Camp de Murat Sidi Bilal          | 3 F-111F   | 12 × GBU-10 2 000 livres LGB                        | Tous ont bombardé                                     | 12                                               | -                                                |
| Aéroport de Milaga de Tripoli     | Aéroport de Milaga de Tripoli     | 6 × F-111F | 72 × Mk 82 500 livres RDB                           | 5 ont bombardé 1 avorté en vol                        | 60                                               | -                                                |
| Caserne de Jamahiriyah (Benghazi) | Caserne de Jamahiriyah (Benghazi) | 7 × A-6E   | 84 × Mk 82 500 livres RDB                           | 6 ont bombardé 1 a avorté sur le pont                 | 70                                               | 2                                                |
| Aérodrome de Benina               | Aérodrome de Benina               | 8 × A-6E   | 72 × Mk 20 500 livres CBU 24 × Mk 82 500 livres RDB | 6 ont bombardé 2 ont avorté                           | 60 × Mk 20 12 × Mk 82                            | -                                                |
| Réseaux de défense aérienne       | Tripoli                           | 6 × A-7E   | 8 × Shrike 16 × HARM                                | Tous les avions ont tiré                              | 8 × Shrike 16 × HARM                             | 8 × Shrike 16 × HARM                             |
| Réseaux de défense aérienne       | Benghazi                          | 6 × F/A-18 | 4 × Shrike 20 × HARM                                | Tous les avions ont tiré                              | 4 × Shrike 20 × HARM                             | 4 × Shrike 20 × HARM                             |
| Totaux                            | Totaux                            | 45 avions  | 300 bombes 48 missiles                              | 35 ont bombardé 1 a manqué 1 a été perdu 8 ont avorté | 227 touchées 5 manquées 48 missiles sur la cible | 227 touchées 5 manquées 48 missiles sur la cible |

### Défense aérienne libyenne
Le réseau de défense aérien de la Libye était étendu. Il comprenait :
- 4 unités de missiles anti-aériens à longue portée SA-5 Vega logées dans 24 lance-missiles.
- 86 unités de missiles anti-aériens SA-2 Volchov et SA-3 Neva logées dans 276 lance-missiles.

Tripoli était protégée par :
- 7 unités de missiles anti-aériens SA-2 Volchov.
- 12 unités de missiles anti-aériens SA-3 Neva.
- 3 unités de missiles anti-aériens SA-6 Kub logées dans 48 lance-missiles.
- 1 régiment anti-aérien SA-8 Osa-AK équipé de 16 véhicules lance-missiles.
- 2 unités de missiles anti-aériens Crotale II installés sur 60 pas de tirs

## Pertes

### Libyennes
Les pertes matérielles de ce raid sont de six Iliouchine Il-76, un Boeing 737 et d'un G.222 détruit à Tripoli, de quatre à seize MiG-23, deux Fokker F27 et deux Mi-8 détruits à Benina, des casernes et probablement une dizaine de sites de missiles sol-air endommagés. Durant l'opération Prairie Fire qui eut lieu en mars 1986, trois navires sont également coulés et un autre endommagé.
Les attaques n'ont pas tué Mouammar Kadhafi. Un coup de téléphone du premier ministre maltais, Karmenu Mifsud Bonnici, l'aurait averti que des avions effectuaient un vol non autorisé au-dessus du territoire maltais et qu'ils se dirigeaient vers le sud en direction de Tripoli. Kadhafi et sa famille se sont réfugiés au sous-sol de sa résidence à Bab al-Azizia un peu avant que les bombes ne tombent. Selon le politicien Giulio Andreotti, et le ministre libyen des Affaires étrangères de l'époque, Abdel Rahman Shalgham, ce serait le président du Conseil des ministres d'Italie Bettino Craxi qui aurait averti Kadhafi,.
Selon du personnel médical d'un hôpital près d'un site bombardé, environ 24 militaires et 24 civils se sont présentés à l'hôpital. Le nombre total de victimes libyennes est estimé à 60 personnes. Plusieurs messages contradictoires ont émané des autorités libyennes. Par exemple, Hannah, la « fille adoptive » de Kadhafi aurait été tuée, mais aucun journaliste n'a jamais entendu parler de celle-ci. Ces messages auraient eu un tel succès que les médias écrits occidentaux auraient rapporté sans sens critique les informations ainsi transmises,. Cependant, au mois d'août 2011, le quotidien allemand Die Welt révèle dans un article repris en anglais par Worldcrunch (en) que Hannah Kadhafi serait en fait toujours vivante. Âgée désormais d'une vingtaine d'années (née le 11 novembre 1985), la jeune fille aurait passé quelques années à Londres, puis aurait étudié à la faculté de médecine de Tripoli. Devenue médecin, elle occuperait en 2011 un poste au ministère de la Santé dans la capitale libyenne,,,. Le 28 août 2011, lors de l’émission Mise au point, diffusée sur la télévision suisse romande, l’hypothèse — selon laquelle Hannah Kadhafi serait encore en vie — est implicitement évoquée par Faiza Mazeg, qui parle d’un « secret de Polichinelle ».

### Américaines
Deux pilotes de l’US Air Force, les capitaines Fernando L. Ribas-Dominicci et Paul F. Lorence, ont été tués lorsque leur F-111 a été abattu, probablement par un missile Crotale, au-dessus du golfe de Syrte. Le 25 décembre 1988, Kadhafi a offert de retourner le corps de Lorence par l'intermédiaire du pape Jean-Paul II. Selon une autopsie menée en 1989 et grâce à sa dentition, le corps a été identifié comme celui de Ribas-Dominicci, mort noyé. La Libye nie détenir le corps de Lorence, mais son frère affirme avoir vu des extraits télévisés où un Libyen tient un casque blanc portant au stylo le mot « Lorence » De plus, le conseiller de Ronald Reagan William C. Chasey (en), qui a inspecté la caserne de Bab al-Azizia, affirme avoir vu deux uniformes et deux casques de pilote, chacun marqué des noms « Lorence » et « Ribas-Dominicci ». Il a également vu la carcasse de leur F-111.

## Postérité et conséquences
En représailles au bombardement, la Libye a tiré de deux à trois missiles Scud vers des stations de l’US Coast Guard installées sur l'île italienne de Lampedusa : ils ont raté leur cible.
Peu après l'attaque, Kadhafi a annoncé qu'il avait obtenu une grande victoire militaire contre les États-Unis. Cependant, son discours est apparu comme terne. Des citoyens libyens ont critiqué plus ouvertement Kadhafi et des affiches de Kadhafi ont été défigurées.
L'attaque a été condamnée par plusieurs pays. Par la résolution 41/38 (79 voix pour, 28 contre et 33 abstentions), l'Assemblée générale des Nations unies « condamne l'attaque militaire perpétrée contre la Grande Jamahiriya arabe libyenne populaire socialiste le 15 avril 1986 qui constitue une violation de la charte des Nations unies et des lois internationales, ». Entre 1994 et 2006, l'Assemblée générale des Nations unies a prévu d'entendre une déclaration de l'Organisation de l'unité africaine à propos de l'attaque, mais a systématiquement retardé l'évènement pour finalement le mettre de côté en 2005.
Quelques observateurs ont avancé que l'article 51 de la charte de l'ONU limite l'usage de la force lors de l'exercice légitime d'auto-défense en l'absence d'un acte d'agression, et ont affirmé qu'il n'y avait pas eu un tel acte de la part de la Libye. Ils ont accusé les États-Unis de ne pas s'être prévalus des mécanismes autorisés par l'article 33 de la charte. D'autres ont avancé que la Libye n'était pas coupable de l'attentat à la bombe contre la discothèque de Berlin.
Le gouvernement de la Libye a déclaré que les États-Unis étaient victimes de l'arrogance et du pouvoir et voulaient devenir les policiers du monde. Il a ajouté que tout groupe qui refusait de devenir un vassal américain était un hors-la-loi, un terroriste et un démon. Le mouvement des non-alignés a condamné l'« acte d'agression lâche, flagrant et fait sans provocation ». La Ligue arabe a exprimé sa rage envers les États-Unis et, selon elle, cette attaque a renforcé l'anarchie dans les relations internationales. L'assemblée des chefs de l'Union africaine a affirmé que la tentative délibérée de tuer des Libyens violait les principes de la loi internationale. Le gouvernement de l'Iran a fait valoir que l'attaque démontrait une politique d'agression, de diplomatie de la canonnière, un acte de guerre, et a demandé le boycott politique et économique des États-Unis. D'autres ont perçu les intentions des États-Unis comme une tentative d'éliminer la révolution libyenne. La Chine a affirmé que l'attaque américaine a violé les normes des relations internationales et a aggravé les tensions qui existaient dans cette région. L'Union soviétique a affirmé qu'il y avait un lien évident entre l'attaque et la politique américaine visant à augmenter l'agitation et à créer de nouveaux foyers de tension, tout en déstabilisant les relations internationales. L'Allemagne de l'Ouest a affirmé que les disputes internationales doivent être résolues par la diplomatie et non les armes. La France a aussi critiqué le bombardement et refusé d'ouvrir son espace aérien aux forces aériennes américaines. Jacques Chirac, qui venait d'accéder aux fonctions de premier ministre pour la première cohabitation, expliqua qu'il n'entendait pas être impliqué dans une opération pour laquelle il n'avait pas été consulté. Cette position approuvée par la gauche fut critiquée dans sa majorité par Jean Lecanuet, président de la commission des affaires étrangères de l'Assemblée nationale, et par Valéry Giscard d'Estaing, député, qui lui envoya une lettre en l'appelant à la solidarité entre alliés. Également, la presse américaine critiqua violemment l'attitude de Chirac. 
Les États-Unis ont reçu l'appui du Royaume-Uni, du Canada, de l'Australie, d'Israël et de 25 autres pays. Sa doctrine de déclaration de guerre envers les « paradis du terrorisme » n'a pas été appliquée à nouveau avant 1998 lorsque le président Bill Clinton a ordonné une campagne de bombardements contre des bases terroristes en Afghanistan et au Soudan. L'utilisation, approuvée par le premier ministre Margaret Thatcher, des bases de la Royal Air Force a généré un lot de critiques, y compris un article dans le Sunday Times suggérant que la reine Élisabeth II était bouleversée par ce premier ministre « indifférent ». Ces critiques ont provoqué un refroidissement dans les relations américano-britanniques pendant le printemps. Kadhafi a commenté ces bombardements : « Thatcher est une meurtrière… Thatcher est une prostituée. Elle s'est vendue à Reagan , ».
Même si l'Union soviétique coopérait avec la Libye, elle avait, au moment du bombardement, montré son ambivalence envers ce pays. En effet, Kadhafi avait critiqué à plusieurs reprises les politiques et l'idéologie de l'URSS. De plus, à cette époque, sa proche association avec Kadhafi amenait un lot de réactions négatives. C'est l'un des rares pays du Tiers-Monde avec lequel elle s'est toujours refusée à signer un traité d'amitié. Pendant la crise, l'URSS a annoncé qu'elle ne fournirait plus d'aide supplémentaire à la Libye au-delà du réapprovisionnement en armements et en munitions. Elle n'a fait aucune manœuvre militaire pour intimider les États-Unis, malgré les activités militaires américaines dans le golfe de Syrte. Cependant, elle a dénoncé cette attaque comme « sauvage » et « barbare ». Également, à la même époque, elle se préparait à des négociations avec les États-Unis en vue d'un nouveau traité sur les armes. Mais à l'annonce du bombardement sur Tripoli, elle fit reporter sine die le déplacement de son ministre des affaires étrangères, Edouard Chevardnadze, à Washington, prévu en juin 1986. Il se rendra aux États-Unis trois mois plus tard, en septembre.
En juillet 2008, le fils de Kadhafi, Saif al Islam, a annoncé qu'une entente était en cours de négociation avec les États-Unis afin que la Libye verse des compensations aux victimes américaines d'attaques terroristes si les victimes du bombardement de la Libye en 1986 sont également indemnisées. Le 31 juillet 2008, le Congrès des États-Unis approuve la Libyan Claims Resolution Act qui redonne la pleine immunité à la Libye dans les cours de justice américaines. Le 14 août 2008, l’U.S.-Libya Comprehensive Claims Settlement Agreement est signé à Tripoli par l’Assistant Secretary of State for Near Eastern Affairs, David Welch (en), et par le secrétaire aux Affaires américaines libyen, Ahmad Fituri.
En octobre 2008, la Libye a versé 1,5 milliard USD dans un fonds qui servira à compenser les parents des :
- victimes de l'attentat de Lockerbie d'un montant additionnel de 2 millions chacun, elles avaient déjà reçu 8 millions auparavant[45] ;
- victimes de l'attentat à la bombe de la discothèque de Berlin en 1986[45] ;
- victimes de l'attentat à la bombe du Vol 772 UTA en 1989[45] ;

À la suite de cet effort de la Libye, le président américain George W. Bush a signé un ordre exécutif qui redonne l'immunité américaine au gouvernement libyen contre les poursuites judiciaires pour terrorisme et annule toutes les procédures judiciaires américaines réclamant des compensations.
Pour commémorer l'évènement, les postes libyennes ont émis plusieurs timbres entre 1986 et 2001. La première série a été émise le 13 juillet,. La dernière série a été publiée le 15 avril 2001,,.
Noam Chomsky, dans son ouvrage Deux heures de lucidité (2001), analyse l’événement comme suit :

« C’est le premier bombardement de l’Histoire à avoir été programmé pour coïncider avec l’heure de plus grande écoute à la télévision. Il a été programmé pour 19 heures précises (Eastern Standard Time), lorsque les trois grandes chaînes américaines diffusent leur journal télévisé national. […] Comment se fait-il que toutes les chaînes de télé se trouvaient déjà sur place ? Elles n’ont pas de bureaux à Tripoli !
Cet ami m’a donc appelé de Tripoli pour me dire qu’ils étaient en train d’attendre qu’il soit deux heures du matin, heure locale, parce qu’on les avait prévenus qu’il allait y avoir un gros événement. Et que tous devaient feindre la surprise. Les journalistes en studio à New York devaient faire semblant d’apprendre la nouvelle. Tout était arrangé pour que, pendant les vingt premières minutes, on ne voie que de palpitantes images d’action, des bombes qui tombent, etc. Puis l’antenne a été donnée à Washington, où pendant quarante minutes chacun y est allé de son explication. Bref, une heure de pure – et très bien faite – propagande. »

## Terrorisme lié à la Libye
Malgré le bombardement, la Libye a peu modifié son rapport au terrorisme. Le gouvernement libyen aurait ordonné le détournement du Vol 73 Pan Am au Pakistan le 5 septembre 1986, qui a eu pour résultat la mort de vingt personnes. Cette allégation a été publiée par The Sunday Times en mars 2004, quelques jours après que le premier ministre britannique Tony Blair eut officiellement rendu visite à Mouammar Kadhafi, la première d'un dirigeant occidental depuis une génération. En mai 1987, l'Australie a expulsé des diplomates libyens et a rompu les liens avec la Libye, affirmant que la Libye alimentait la violence en Australie et en Océanie,. Vers la fin de 1987, les autorités françaises ont arrêté un navire marchand, le MV Eksund, parti de Libye, qui livrait 150 tonnes d'armes soviétiques à des groupes terroristes européens.
À Beyrouth au Liban, trois otages détenus par l'organisation d'Abou Nidal, financée par la Libye, ont été tués en représailles. De plus, le journaliste John McCarthy (en) a été enlevé, alors que le touriste Paul Appleby a été tué à Jérusalem en Israël. Un autre otage a aussi été tué en représailles du bombardement. Le 21 décembre 1988 survient l'attentat de Lockerbie. En 1991, deux Libyens sont accusés, un seul est condamné le 31 janvier 2001 lors d'un procès controversé et médiatisé.
Le 29 mai 2002, le gouvernement libyen a reconnu formellement sa culpabilité dans l'attentat de Lockerbie : il a offert 2,7 milliards de dollars américains à titre de compensation aux familles des 270 victimes. Le Libyen condamné, Abdelbaset Ali Mohmed Al Megrahi, a affirmé être atteint d'un cancer en phase terminale et a été libéré en août 2009 par les autorités écossaises, ces dernières invoquant la compassion. Depuis, l'étendue et la sévérité de sa maladie ont été mises en doute (il est finalement mort en 2012, soit près de 3 ans plus tard). En novembre 2011, le département d'État des États-Unis a indiqué qu'il prépare une procédure de demande d'extradition auprès du Conseil national de transition.

### Citations originales
1. ↑  (en) « condemns the military attack perpetrated against the Socialist People's Libyan Arab Jamahiriya on 15 April 1986, which constitutes a violation of the Charter of the United Nations and of international law »
2. ↑  (en) « dastardly, blatant and unprovoked act of aggression »
3. ↑  (en) « Thatcher is a murderer… Thatcher is a prostitute. She sold herself to Reagan »